# Ржевский краностроительный завод
ОАО «Ржевский Краностроительный Завод» (ОАО «РКЗ») — машиностроительная компания. Штаб-квартира находится в городе Ржев.

## История

### Писчебумажная фабрика
История РКЗ началась в 1875 году, когда на берегу Волги, в районе города Ржева была основана предшественница современного завода — писчебумажная фабрика.

### Литейно-Механический завод
Вскоре после Великой Отечественной войны, в 1947 году предприятие было преобразовано в Ржевский Литейно-Механический завод.

### Краностроительный завод
В период 1950—1960 годах завод осваивает выпуск башенных кранов. Грузоподъёмность первого выпущенного крана «Пионер» составляла всего 0,5т. 18 января 1962 года предприятие было переименовано в Ржевский завод краностроения (впоследствии — Ржевский краностроительный завод).
В 1964 году предприятие освоило выпуск башенного крана с индексом «КБ»: им стал КБ-100 грузоподъёмностью 5 тонн для пятиэтажного строительства. В 1974 производство КБ-100 достигло 394 единиц в год. Ржевские краны начали экспонироваться на международных выставках-ярмарках в Западном Берлине, на Лейпцигской ярмарке и других.
Начиная с 1975 завод ежегодно создавал новую машину. С этого же года выпускаются краны КБ-405-1 и КБ-405-2 (впоследствии КБ-405.1А и КБ-405.2А).
В 1981 году совместно с НПО «Ленстроймаш» освоен опытный образец башенного крана КБ-573 повышенной грузоподъёмности. Впервые в отечественной практике применена гидравлическая система монтажа башенного крана и многоскоростные механизмы подъёма и передвижения крана.
В период с 1986 по 1990 год проводится реконструкция предприятия, в результате чего его мощность увеличилась в 10 раз и составила 1400 кранов в год. В состав ПО «Ржевбашкран» вошли два завода и научно-исследовательский институт, созданный на базе производственного объединения. В тот же период (1987) была разработана и внедрена система модульных кранов типа «КБМ».

### ОАО «РКЗ»
В условиях тяжёлого кризиса в строительстве завод освоил производство новых видов продукции:
- Грузовые и пассажирские лифты ПП и ПГ;
- Вышки связи ВС-60;
- Бетоносмесители;
- Пневмоперегружатели;
- Крановые электродвигатели, блоки резисторов и др.

Наряду с серийными башенными кранами КБ-405, КБ-571Б, КБМ-401П предприятие выпускает специальный кран для погрузочно-разгрузочных работ, быстромонтируемые краны РБК-2.20, РБК-3.40, РБК-5.60, КБ-311, стреловой кран КЛ-3. Создан новый башенный кран КБ-473 для высотного строительства.
В 2003 году прошёл испытания новый башенный кран КБ-474 (в передвижном и стационарном исполнении) с высотой подъёма 222,4 м. Среди объектов Москвы, построенных с их помощью — первое высотное здание бизнес-центра «Москва-Сити» на Красной Пресне, жилые комплексы «Алые паруса», «Воробьёвы горы», «Триумф-Палас», «Эдельвейс», здание штаб-квартиры Газпрома, высотный отель на Неглинной, жилые дома на Рублёвском шоссе.
В Екатеринбурге с помощью крана КБ-473 было построено первое высотное здание в городе.
В 2006 году ОАО «РКЗ» совместно с украинским ЧАО «Никопольский краностроительный завод» создали компанию «Украинско-российский краностроительный завод», на котором было развёрнуто производство полноповоротного башенного крана КБМ-401П. В том же году производство крана было налажено в Белоруссии, на «Могилёвском заводе „Строммашина“».
В 2007 году, на проходившей выставке «Строительная техника и технологии — 2007», был представлен новый верхнеповоротный башенный кран КБ-571Б (в передвижном и стационарном исполнениях) грузоподъёмностью до 12 тонн и максимальным вылетом стрелы до 70 метров. Разработка крана велась в течение 3 лет.
В декабре 2009 года РКЗ провёл испытания модернизированного высотного крана КБ-474А. А с января 2012 года предприятие начало серийно выпускать обновлённую модель высотного крана. Башенный кран имеет модернизированную конструкцию стрелы, возможность радиоуправления и обладает улучшенными грузовысотными характеристиками.
23 ноября 2018 года руководство ОАО "РКЗ" подало заявку в арбитражный суд Твери о признании предприятия банкротом.

## Деятельность

### Направления деятельности
Предприятие специализируется на производстве строительных башенных кранов:
- с индексом «КБ» моделей: КБ-311, КБ-405;
- высотных с индексом «КБ» моделей: КБ-473, КБ-474;
- модульного типа с индексом «КБМ» — КБМ-401;
- быстромонтируемых малой грузоподъёмности с индексом РБК- следующих моделей: 2.20, 3.40, 5.60.

### Руководство и собственники
Генеральный директор — Мельников Дмитрий Михайлович
Председатель совета директоров — Мурга Владимир Николаевич.
- В советскую эпоху завод носил имя М. И. Калинина. Полное наименование: «Ржевский ордена „Знак почёта“ краностроительный завод им. М. И. Калинина»[10].